# اگزونوکلئاز
اگزونوکلئازها انزیمهای هستند از گروه نوکلیازها برای شکستن پیوند فسفو دی استر بین نوکلیوتیدها در در دو رشته دی ان ای. و از انتهای رشته دی ان ای نوکلوتیدها را جدا میکنند.

## گونه‌ها
- اگزونوکلئاز I: این آنزیم فقط بر روی دی‌ان‌ای تک رشته‌ای اثر دارد و رشته دی‌ان‌ای هدف را در جهت َ5 به َ3 تجزیه می‌کند. آنزیم فوق برای صاف نمودن انتهای مولکول‌های دی‌ان‌ای دارای انتهای چسبنده بکار می‌رود.
- اگزنوکلئاز III: این آنزیم فقط بر روی دی‌ان‌ای دو رشته‌ای اثر دارد ولی فقط یکی ازرشته‌ها را در جهت َ5 به َ3 تجزیه می‌کند. این آنزیم در ایجاد انتهای چسبنده در مولکول‌های دی‌ان‌ای به کار گرفته می‌شود.
- اگزونوکلئاز VIII: این آنزیم فقط مولکول‌های دی‌ان‌ای تک رشته‌ای را از دو انتها تجزیه می‌کند. این آنزیم برای شناسایی اگزون‌ها بکار می‌رود.